# Aderus nilgiriensis
Aderus nilgiriensis es una especie de coleóptero de la familia Aderidae. Fue descrita científicamente por George Charles Champion en 1916.

## Distribución geográfica
Habita en India.